# María Isabel de Austria

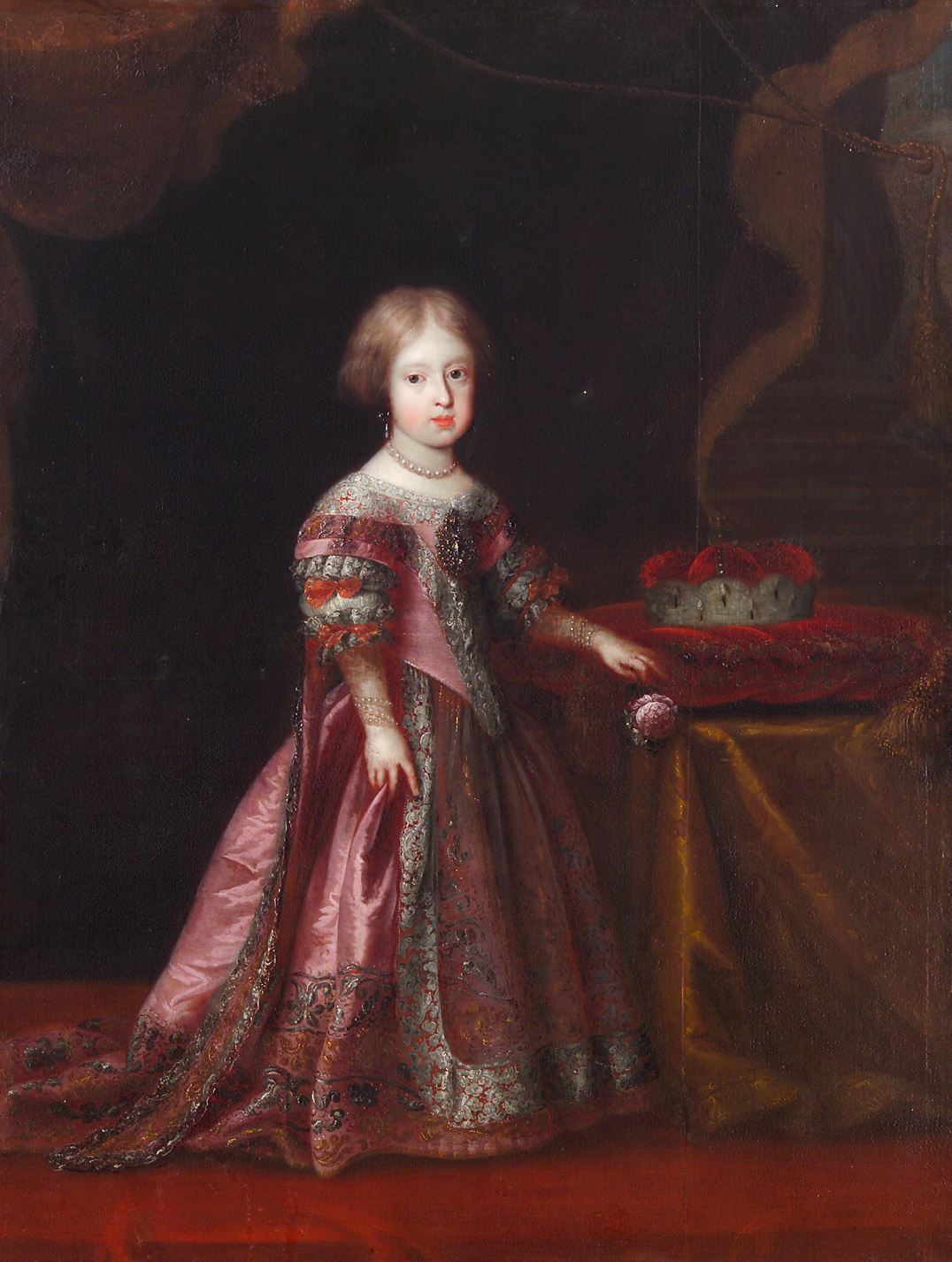
En su infancia.

La archiduquesa María Isabel de Austria (Linz, 13 de diciembre de 1680 - Morlanwelz, 26 de agosto de 1741), fue gobernadora de la Países Bajos Austriacos entre 1725 y 1741. 
Dotada de grandes poderes, gobernó los Países Bajos de una manera relativamente autoritaria y tuvo una gran corte, pero fue popular debido a su piedad y escaso alivio. Se opuso resueltamente al jansenismo y en el ámbito cultural favoreció la puesta en valor de la vida musical de Bruselas.

## Primeros años
María Isabel era hija del emperador Leopoldo I de Habsburgo y de la princesa Leonor Magdalena de Palatinado-Neoburgo. Nació en Linz después de que sus padres se fueran de Viena debido a la plaga que hacía estragos allí. Fue bien educada y hablaba con fluidez en latín, alemán, francés e italiano. 
En 1698 escribió la obra Cronología augustissimae Domus Austriacae en Synopses collecta escrita en latín, que trata de la historia de su dinastía. El manuscrito de este tratado erudito está en la Biblioteca Nacional de Austria. Además, como muchos miembros de su familia, la archiduquesa mostró afinidad por la música y la ópera italianas.
Durante la guerra de sucesión española, el padre de María Isabel, el emperador Leopoldo I murió en 1705. Su hijo José I se convirtió en el nuevo emperador. Después de la inesperada muerte de José en 1711, le sucedió su otro hermano Carlos VI, durante su reinado María Isabel asumió el gobierno del Tirol. Nunca se casó.

## Gobernadora de los Países Bajos
En junio de 1716, el príncipe Eugenio de Saboya fue nombrado gobernador de los Países Bajos austríacos, que correspondían aproximadamente a la Bélgica actual. En esta función sin embargo, estuvo representado por el ministro autorizado, Ercole Turinetti de Prié. Esto lo hizo muy impopular en las provincias holandesas y finalmente fue llamado a Viena en septiembre de 1724 por presunta malversación de fondos. El 20 de noviembre, el príncipe Eugenio renunció oficialmente a su cargo de gobernador. El emperador Carlos VI nombró a su sucesora, su hermana la archiduquesa María Isabel de 44 años, la cual que salió de Viena el 4 de septiembre de 1725 y llegó a Tienen el 4 de octubre, donde fue recibida por el hijo del gobernador interino, el conde von und zu Daun. Después de una escala en Lovaina, entró ceremoniosamente en Bruselas el 9 de octubre de 1725. Posteriormente se llevaron a cabo numerosos festivales.
La gobernadora residió en el Palacio de Coudenberg hasta que este se incendió la noche del 3 al 4 de febrero de 1731, se puso a salvo aunque a medio vestir. Después de eso, el Hotel de Orange (también conocido como Hotel de Nassau) se convirtió en su nueva residencia. Su sucesor, Carlos Alejandro de Lorena (esposo de su sobrina María Ana), solo pudo realizar sus planes para la restauración del palacio de Bruselas, que fue casi completamente destruido por el incendio.
Las propiedades provinciales holandesas pusieron a disposición de María Isabel generosos fondos, a saber, una lista civil de 560.000 florines de Brabante. Había una etiqueta estricta en su corte; por ejemplo, siempre comía sola. La condesa viuda Uhlfeld presidió a sus nobles damas de honor durante mucho tiempo como azafata en jefe. María Isabel recibió poderes de gran alcance de su hermano imperial. Por ejemplo, se permitió nombrar prelados de forma independiente, pero solo con el consentimiento de la corte vienesa, así como gobernadores de las provincias individuales y miembros del Gran Consejo de Mechelen y los consejos colaterales. Este último había sido abolido por Felipe V, pero fueron reinstalados por su iniciativa en septiembre de 1725; sin duda, el Consejo Secreto permaneció como el actual gobierno central, marcando la pauta políticamente. La gobernadora trató de trabajar de la forma más armoniosa posible con las instituciones existentes y, gracias a su compromiso personal, consiguió el permiso para amnistiar a las personas que habían participado en los disturbios de Bruselas de 1718. 
A través de su política, logró una reconciliación entre los Países Bajos austríacos y la supremacía de los Habsburgo, pero también construyó el poder central de su dinastía a expensas de la autoridad de las autoridades del gobierno local. Tuvo que aceptar el hecho de que se le asignó un mayordomo en jefe designado por el emperador. Este fue el principal responsable del desempeño de los deberes de un ministro autorizado, sobre todo la observación de la política estatal y la implementación intransigente de las órdenes imperiales. El conde italiano Giulio Visconti Borromeo Arese, que había acompañado al gobernador a los Países Bajos, asumió dicho cargo por primera vez en 1725. Debido a la falta de investigaciones sobre su mandato, todavía no ha sido lo suficientemente posible extraer la participación de María Isabel en el gobierno y la de su magistrado de la corte.
No cumplió con diversas medidas ordenadas por el emperador para Holanda y pudo convencerlo de su punto de vista en varias ocasiones. Si fallaba, a veces oponía una resistencia vacilante. Por ejemplo, no quiso publicar las órdenes del emperador sobre el derecho de asilo y el establecimiento de directores artísticos basados en el modelo francés. Era llamada La madre nacional siendo era muy popular entre sus súbditos debido a su piedad y cuidado por los necesitados y los enfermos. Asistió a fiestas religiosas y participó en romerías. Todos los años, el Jueves Santo, lavaba los pies de doce ancianas pobres, las entretenía y les proporcionaba ropa nueva. También elevó la vida musical de Bruselas. Apadrinó a Jean-Joseph Fiocco, quien fue el director de coro de la orquesta de su corte en Bruselas y que le dedicó varios oratorios entre 1726 y 1738. Disfrutaba asistiendo a representaciones de ópera organizadas por conjuntos italianos.
En el sector religioso, la muy conservadora gobernadora se dedicó en particular a la supresión de la herejía católica del jansenismo. El importante abogado jansenista y eclesiástico Zeger Bernhard van Espen fue expulsado por orden suya. También aumentó la censura y la publicación de un índice de libros prohibidos, especialmente por autores inconformistas. Su confesor, Stefan Amiodt, que pertenecía a los jesuitas a los cuales apreciaba, actuó como asesor de esta política eclesiástica. Esto también documentó su permanencia en los Países Bajos en una obra de 26 volúmenes, que sin embargo, nunca apareció impresa.
Visconti Borromeo Arese ofreció poca resistencia a las políticas de María Isabel. Para tener una influencia más fuerte en su gobierno muy independiente, el conde de Bohemia Friedrich August von Harrach-Rohrau tomó el lugar de Visconti en 1732. El nuevo administrador jefe también tenía la tarea de mejorar la triste situación financiera, que había provocado un retraso considerable en el pago de los salarios de los funcionarios. Después de que Harrach interviniera ante el emperador, María Isabel se sintió obligada a eliminar varios cargos superfluos y reorganizar otros. Quince funcionarios de alto rango patrocinados por ella tuvieron que dimitir. La gobernadora intentó estimular la economía en toda Europa desde principios de la década de 1730 después del estancamiento del siglo XVII; La industria y el comercio experimentaron un repunte. Por primera vez, tuvo la industria del país bajo su administración analizada de manera integral, con la esperanza de encontrar formas de reformarla. La aprobación de finales de 1722 por Carlos VI. La Compañía de las Indias, que se fundó con mucho éxito para el comercio marítimo con las Indias Orientales, se vio obligada a suspender la presión política internacional ya en 1727 y finalmente a abolirla en 1731.
Su reemplazo el cual fue nombrado en 1737 sería el yerno de si hermano el futuro emperador Francisco I del Sacro Imperio Romano Germánico, aunque no se materializó, debido a la oposición de la población bruselense.

## Muerte
En julio de 1741, María Isabel fue al castillo de Mariemont, en Hainaut. Quería pasar el verano en ese lugar. Le había gustado quedarse aquí varias veces, escapar de su incómoda residencia en Bruselas, y disfrutaba de la pesca y la caza, entre otras cosas. Ya en 1739 tenía una capilla dedicada a la Santísima Virgen construida aquí por destacados artistas holandeses, incluido Laurent Delvaux. Tenía la intención de convertir Mariemont en un spa, y en el verano de 1741 vio experimentos físico-químicos con aguas minerales que provenían de un manantial en el parque. Luego participó en un viaje de caza. De repente enfermó y murió el a la edad de 60 años en el castillo. Su sucesor, el duque lorenés Carlos Alejandro, que había sido cogobernador desde abril, estuvo representado temporalmente por el administrador principal anterior Federico Augusto von Harrach-Rohrau antes de asumir el cargo de gobernador en 1744.
El cuerpo de la gobernadora fue enterrado en la cripta frente al altar mayor de la catedral de San Miguel y Santa Gúdula de Bruselas, pero en abril de 1749 fue trasladado a Viena por orden de su sobrina la emperatriz María Teresa I de Austria. La archiduquesa fue enterrada en la Cripta de los Capuchinos junto a su padre, el emperador Leopoldo I y su sobrina María Ana. Su corazón está en la Cripta del Corazón de Habsburgo en la Capilla de Loreto de la Iglesia de los Agustinos y la urna con sus entrañas en la cripta ducal de la catedral de San Esteban de Viena.

## Ancestros
|  |                                                |  |  |  |  |  |  |  |  |  |  |  |  |  |  |  |
|  | 16. Carlos II de Estiria                       |  |  |  |  |  |  |  |  |  |  |  |  |  |  |  |
|  |                                                |  |  |  |  |  |  |  |  |  |  |  |  |  |  |  |
|  |                                                |  |  |  |  |  |  |  |  |  |  |  |  |  |  |  |
|  | 8. Fernando II de Habsburgo                    |  |  |  |  |  |  |  |  |  |  |  |  |  |  |  |
|  |                                                |  |  |  |  |  |  |  |  |  |  |  |  |  |  |  |
|  |                                                |  |  |  |  |  |  |  |  |  |  |  |  |  |  |  |
|  | 17. María Ana de Baviera                       |  |  |  |  |  |  |  |  |  |  |  |  |  |  |  |
|  |                                                |  |  |  |  |  |  |  |  |  |  |  |  |  |  |  |
|  |                                                |  |  |  |  |  |  |  |  |  |  |  |  |  |  |  |
|  | 4. Fernando III de Habsburgo                   |  |  |  |  |  |  |  |  |  |  |  |  |  |  |  |
|  |                                                |  |  |  |  |  |  |  |  |  |  |  |  |  |  |  |
|  |                                                |  |  |  |  |  |  |  |  |  |  |  |  |  |  |  |
|  | 18. Guillermo V de Baviera                     |  |  |  |  |  |  |  |  |  |  |  |  |  |  |  |
|  |                                                |  |  |  |  |  |  |  |  |  |  |  |  |  |  |  |
|  |                                                |  |  |  |  |  |  |  |  |  |  |  |  |  |  |  |
|  | 9. María Ana de Baviera                        |  |  |  |  |  |  |  |  |  |  |  |  |  |  |  |
|  |                                                |  |  |  |  |  |  |  |  |  |  |  |  |  |  |  |
|  |                                                |  |  |  |  |  |  |  |  |  |  |  |  |  |  |  |
|  | 19. Renata de Lorena                           |  |  |  |  |  |  |  |  |  |  |  |  |  |  |  |
|  |                                                |  |  |  |  |  |  |  |  |  |  |  |  |  |  |  |
|  |                                                |  |  |  |  |  |  |  |  |  |  |  |  |  |  |  |
|  | 2. Leopoldo I de Habsburgo                     |  |  |  |  |  |  |  |  |  |  |  |  |  |  |  |
|  |                                                |  |  |  |  |  |  |  |  |  |  |  |  |  |  |  |
|  |                                                |  |  |  |  |  |  |  |  |  |  |  |  |  |  |  |
|  | 20. Felipe II de España                        |  |  |  |  |  |  |  |  |  |  |  |  |  |  |  |
|  |                                                |  |  |  |  |  |  |  |  |  |  |  |  |  |  |  |
|  |                                                |  |  |  |  |  |  |  |  |  |  |  |  |  |  |  |
|  | 10. Felipe III de España                       |  |  |  |  |  |  |  |  |  |  |  |  |  |  |  |
|  |                                                |  |  |  |  |  |  |  |  |  |  |  |  |  |  |  |
|  |                                                |  |  |  |  |  |  |  |  |  |  |  |  |  |  |  |
|  | 21. Ana de Austria                             |  |  |  |  |  |  |  |  |  |  |  |  |  |  |  |
|  |                                                |  |  |  |  |  |  |  |  |  |  |  |  |  |  |  |
|  |                                                |  |  |  |  |  |  |  |  |  |  |  |  |  |  |  |
|  | 5. María Ana de Austria                        |  |  |  |  |  |  |  |  |  |  |  |  |  |  |  |
|  |                                                |  |  |  |  |  |  |  |  |  |  |  |  |  |  |  |
|  |                                                |  |  |  |  |  |  |  |  |  |  |  |  |  |  |  |
|  | 22. Carlos II de Estiria (= 16)                |  |  |  |  |  |  |  |  |  |  |  |  |  |  |  |
|  |                                                |  |  |  |  |  |  |  |  |  |  |  |  |  |  |  |
|  |                                                |  |  |  |  |  |  |  |  |  |  |  |  |  |  |  |
|  | 11. Margarita de Austria                       |  |  |  |  |  |  |  |  |  |  |  |  |  |  |  |
|  |                                                |  |  |  |  |  |  |  |  |  |  |  |  |  |  |  |
|  |                                                |  |  |  |  |  |  |  |  |  |  |  |  |  |  |  |
|  | 23. María Ana de Baviera (= 17)                |  |  |  |  |  |  |  |  |  |  |  |  |  |  |  |
|  |                                                |  |  |  |  |  |  |  |  |  |  |  |  |  |  |  |
|  |                                                |  |  |  |  |  |  |  |  |  |  |  |  |  |  |  |
|  | 1. María Isabel de Habsburgo                   |  |  |  |  |  |  |  |  |  |  |  |  |  |  |  |
|  |                                                |  |  |  |  |  |  |  |  |  |  |  |  |  |  |  |
|  |                                                |  |  |  |  |  |  |  |  |  |  |  |  |  |  |  |
|  | 24. Felipe Luis del Palatinado-Neoburgo        |  |  |  |  |  |  |  |  |  |  |  |  |  |  |  |
|  |                                                |  |  |  |  |  |  |  |  |  |  |  |  |  |  |  |
|  |                                                |  |  |  |  |  |  |  |  |  |  |  |  |  |  |  |
|  | 12. Wolfgang Guillermo del Palatinado-Neoburgo |  |  |  |  |  |  |  |  |  |  |  |  |  |  |  |
|  |                                                |  |  |  |  |  |  |  |  |  |  |  |  |  |  |  |
|  |                                                |  |  |  |  |  |  |  |  |  |  |  |  |  |  |  |
|  | 25. Ana de Cleves                              |  |  |  |  |  |  |  |  |  |  |  |  |  |  |  |
|  |                                                |  |  |  |  |  |  |  |  |  |  |  |  |  |  |  |
|  |                                                |  |  |  |  |  |  |  |  |  |  |  |  |  |  |  |
|  | 6. Felipe Guillermo del Palatinado-Neoburgo    |  |  |  |  |  |  |  |  |  |  |  |  |  |  |  |
|  |                                                |  |  |  |  |  |  |  |  |  |  |  |  |  |  |  |
|  |                                                |  |  |  |  |  |  |  |  |  |  |  |  |  |  |  |
|  | 26. Guillermo V de Baviera (= 18)              |  |  |  |  |  |  |  |  |  |  |  |  |  |  |  |
|  |                                                |  |  |  |  |  |  |  |  |  |  |  |  |  |  |  |
|  |                                                |  |  |  |  |  |  |  |  |  |  |  |  |  |  |  |
|  | 13. Magdalena de Baviera                       |  |  |  |  |  |  |  |  |  |  |  |  |  |  |  |
|  |                                                |  |  |  |  |  |  |  |  |  |  |  |  |  |  |  |
|  |                                                |  |  |  |  |  |  |  |  |  |  |  |  |  |  |  |
|  | 27. Renata de Lorena (= 19)                    |  |  |  |  |  |  |  |  |  |  |  |  |  |  |  |
|  |                                                |  |  |  |  |  |  |  |  |  |  |  |  |  |  |  |
|  |                                                |  |  |  |  |  |  |  |  |  |  |  |  |  |  |  |
|  | 3. Leonor Magdalena de Palatinado-Neoburgo     |  |  |  |  |  |  |  |  |  |  |  |  |  |  |  |
|  |                                                |  |  |  |  |  |  |  |  |  |  |  |  |  |  |  |
|  |                                                |  |  |  |  |  |  |  |  |  |  |  |  |  |  |  |
|  | 28. Luis V de Hesse-Darmstadt                  |  |  |  |  |  |  |  |  |  |  |  |  |  |  |  |
|  |                                                |  |  |  |  |  |  |  |  |  |  |  |  |  |  |  |
|  |                                                |  |  |  |  |  |  |  |  |  |  |  |  |  |  |  |
|  | 14. Jorge II de Hesse-Darmstadt                |  |  |  |  |  |  |  |  |  |  |  |  |  |  |  |
|  |                                                |  |  |  |  |  |  |  |  |  |  |  |  |  |  |  |
|  |                                                |  |  |  |  |  |  |  |  |  |  |  |  |  |  |  |
|  | 29. Magdalena de Brandeburgo                   |  |  |  |  |  |  |  |  |  |  |  |  |  |  |  |
|  |                                                |  |  |  |  |  |  |  |  |  |  |  |  |  |  |  |
|  |                                                |  |  |  |  |  |  |  |  |  |  |  |  |  |  |  |
|  | 7. Isabel Amalia de Hesse-Darmstadt            |  |  |  |  |  |  |  |  |  |  |  |  |  |  |  |
|  |                                                |  |  |  |  |  |  |  |  |  |  |  |  |  |  |  |
|  |                                                |  |  |  |  |  |  |  |  |  |  |  |  |  |  |  |
|  | 30. Juan Jorge I de Sajonia                    |  |  |  |  |  |  |  |  |  |  |  |  |  |  |  |
|  |                                                |  |  |  |  |  |  |  |  |  |  |  |  |  |  |  |
|  |                                                |  |  |  |  |  |  |  |  |  |  |  |  |  |  |  |
|  | 15. Sofía Leonor de Sajonia                    |  |  |  |  |  |  |  |  |  |  |  |  |  |  |  |
|  |                                                |  |  |  |  |  |  |  |  |  |  |  |  |  |  |  |
|  |                                                |  |  |  |  |  |  |  |  |  |  |  |  |  |  |  |
|  | 31. Magdalena Sibila de Hohenzollern           |  |  |  |  |  |  |  |  |  |  |  |  |  |  |  |
|  |                                                |  |  |  |  |  |  |  |  |  |  |  |  |  |  |  |
|  |                                                |  |  |  |  |  |  |  |  |  |  |  |  |  |  |  |